# Ministère de l'Enfance (Danemark)
Le ministère de l'Enfance, anciennement ministère de la Famille (1966-1968) et ministère de la Famille de la Consommation (2004-2007) (en danois : Ministeriet for Familie- og Forbrugeranliggender) est un ministère danois qui gère la politique familiale, de l'enfance, de la jeunesse, de consommation et d'alimentation du pays.

## Liste des ministres
| Nom                  | Nom                        | Gouvernement        | Début du mandat  | Fin du mandat    |
| -------------------- | -------------------------- | ------------------- | ---------------- | ---------------- |
|                      | Camma Larsen-Ledet         | Jens Otto Krag II   | 28 novembre 1962 | 2 février 1968   |
| Supprimé (1968-2004) |                            |                     |                  |                  |
|                      | Henriette Kjær             | Fogh Rasmussen I    | 2 août 2004      | 18 février 2005  |
|                      | Lars Barfoed               | Fogh Rasmussen II   | 18 février 2005  | 14 décembre 2006 |
|                      | Carina Christensen         | Fogh Rasmussen II   | 14 décembre 2006 | 23 novembre 2007 |
| Supprimé (2007-2011) |                            |                     |                  |                  |
|                      | Christine Antorini         | Thorning-Schmidt I  | 3 octobre 2011   | 9 août 2013      |
|                      | Annette Vilhelmsen         | Thorning-Schmidt I  | 9 août 2013      | 3 février 2014   |
|                      | Manu Sareen                | Thorning-Schmidt II | 3 février 2014   | 28 juin 2015     |
|                      | Ellen Trane Nørby          | Løkke Rasmussen II  | 28 juin 2015     | 28 novembre 2016 |
|                      | Mai Mercado                | Løkke Rasmussen III | 28 novembre 2016 | 27 juin 2019     |
|                      | Pernille Rosenkrantz-Theil | Frederiksen I       | 27 juin 2019     | 15 décembre 2022 |
|                      | Mattias Tesfaye            | Frederiksen II      | 15 décembre 2022 | en cours         |